# Airón (dios)

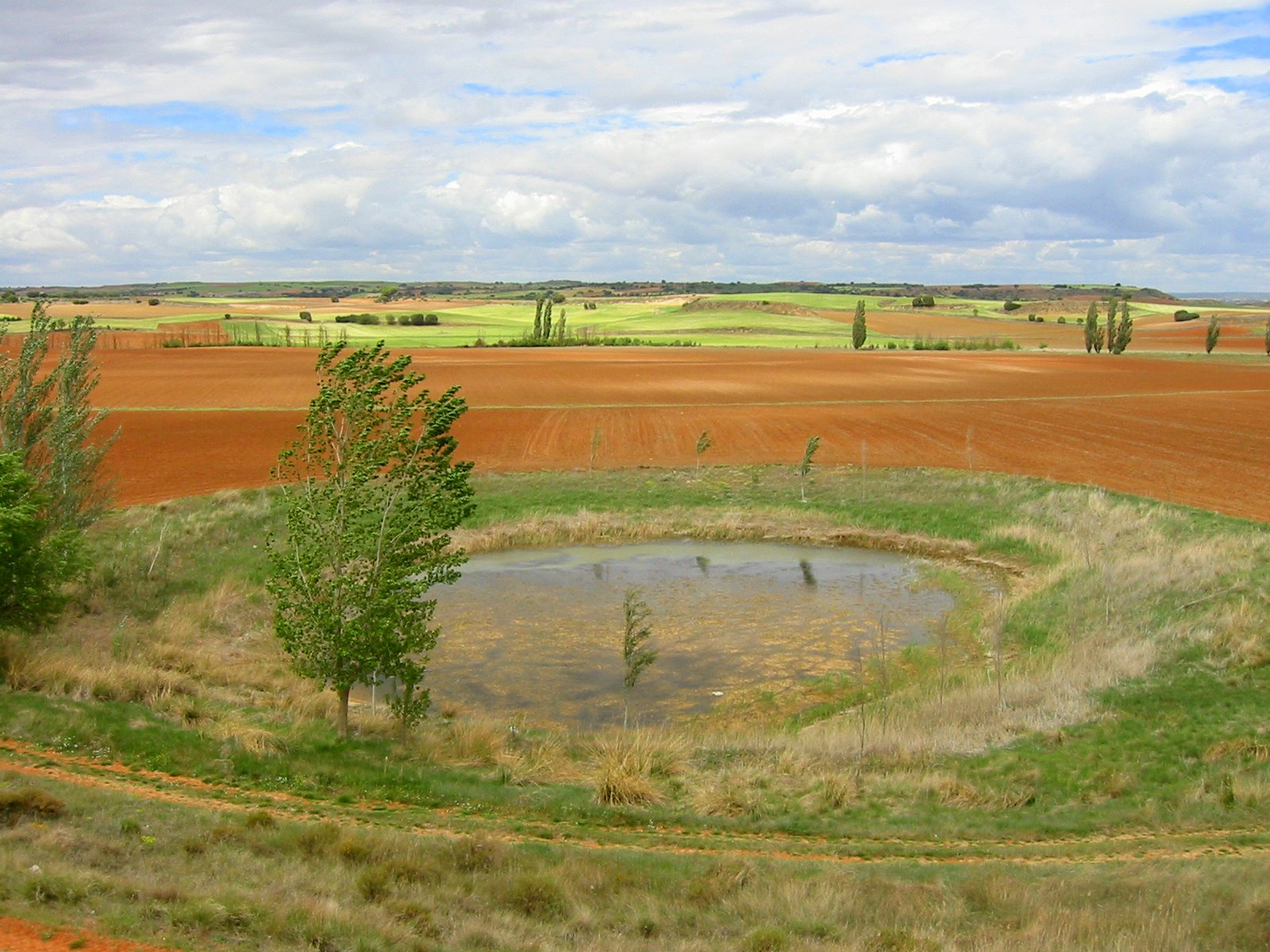
Pozo Airón de La Almarcha, Cuenca.

Airón fue un dios indígena que estaba arraigado en Hispania antes de que los romanos emprendieran su conquista. Este dios, cuyo culto fue respetado por los romanos, se relaciona con aguas profundas (ubicadas en pozos y lagunas) y también con simas, por lo tanto hay una relación directa entre Airón y el inframundo.

## Características y culto
Como dios del inframundo, Airón ofrece un doble aspecto, positivo y negativo, lo que viene a equivaler a la cara y la cruz de la misma moneda.
En su aspecto positivo Airón es el dios de la vida, pues del inframundo emerge el agua (fuente de vida) y la vegetación. En su vertiente negativa, Airón se nos manifiesta como el dios de la muerte, pues el inframundo era el lugar a donde se consideraba —en las religiones precristianas— que iban a parar las almas de los muertos, tanto los que habían llevado una vida ejemplar como los que habían cometido los más graves delitos aunque, una vez en el inframundo, allí cada cual recibía un trato diferente según hubieran sido sus obras en esta vida.
El pozo de agua inagotable o la laguna insondable en realidad son una metáfora que significa el canal que comunica el inframundo —o mundo de los muertos de donde no se puede salir— con la tierra habitada por los hombres y con el cielo donde se suponía que moraban los dioses.

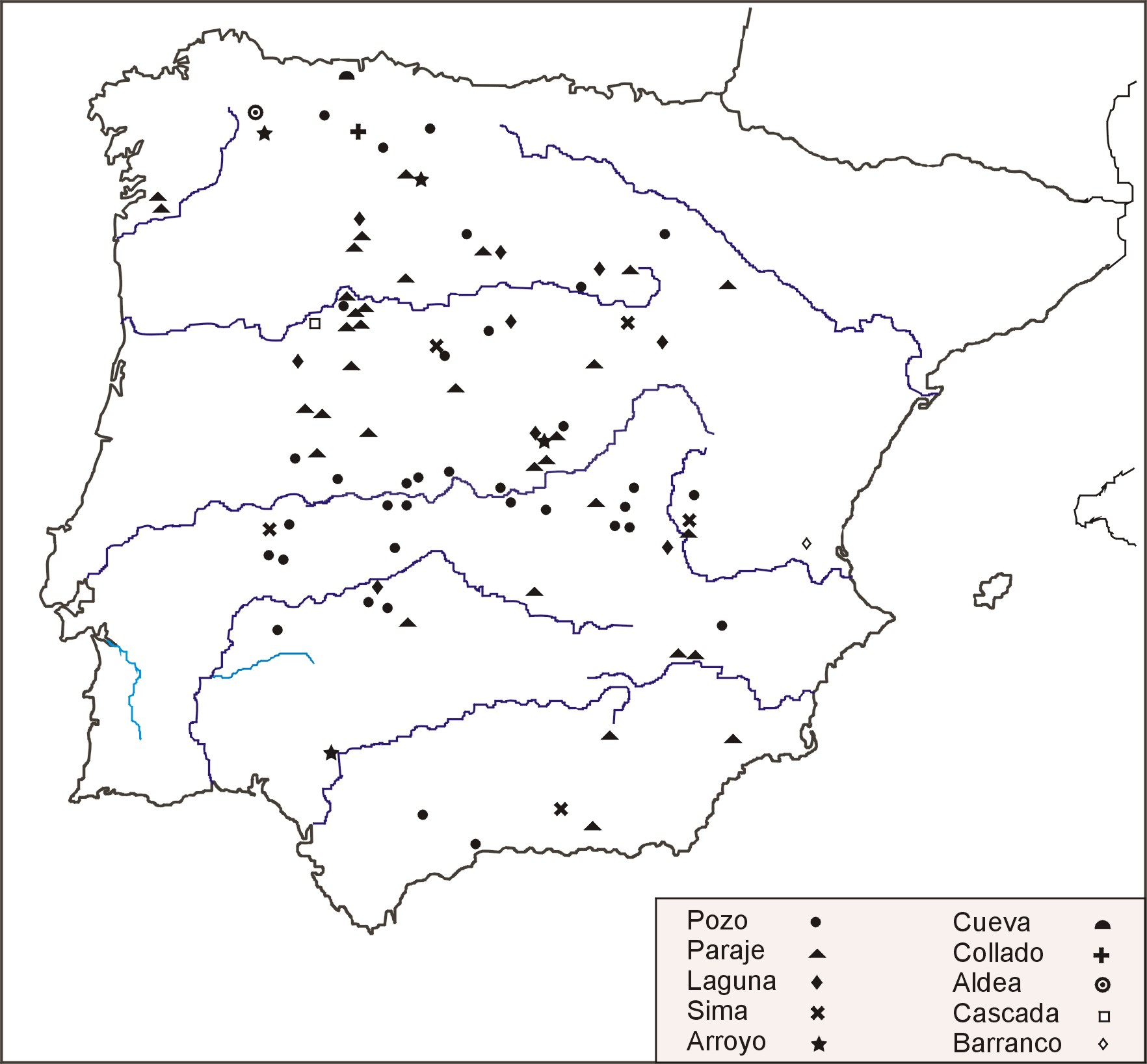
Localización de pozos Airón en España.

Según las excavaciones realizadas en Francia, al dios del pozo se le hacen sacrificios humanos, testimonio que todavía no se ha hallado relacionado con el dios Airón, aunque en muchos sitios donde existe un pozo Airón se encuentran leyendas de terror, en las que el protagonista termina muriendo al caer en el pozo Airón. Este es el caso de la leyenda de don Bueso en La Almarcha (Cuenca), el romance de Tejerina o la leyenda de Hontoria del Pinar (Burgos).
Los topónimos conocidos como «Pozo Airón», ya se refieran a pozos, lagunas, simas, cascadas, ríos, fuentes o parajes, tienen una relación directa con este dios cuya antigüedad probablemente se remonte al neolítico (entre 6.000 y 3.000 años a. C.).
A veces el topónimo Airón está disfrazado en otros nombres tales como: pozairón, pozo Ayrón, pozo Hirón, pozo Irón, pocirón o pozirón.
En España se conocen ciento un topónimos Airón, a los que se han de añadir seis hallados en Francia, ocho en Portugal, uno en Italia, uno en el País de Gales, uno en México y otro en Brasil.

## Localidades relacionadas en España
La lista de los topónimos Airón hallados hasta el momento en España es la siguiente:
- Albacete, Pozo Cañada: pozo.
- Asturias, Belmonte de Miranda: Cueva.
- Ávila, Tolbaños: Paraje.
- Badajoz, Almendralejo: Pozo tapado.
- Badajoz, Cabeza del Buey: Pozo tapado.
- Badajoz, Campanario: Pozo tapado.
- Badajoz, Fuente del Maestre: Pozo tapado.
- Badajoz, Orellana la Vieja: Laguna.
- Badajoz, Puebla de la Reina: Paraje.
- Badajoz, La Zarza: Paraje.
- Burgos, Hontoria del Pinar: Laguna.
- Cáceres, Bohonar de Ibor: Pozo.
- Cáceres, Brozas: Pozo.
- Cáceres, Cadalso: Paraje con charca junto al río.
- Cáceres, Herreruela: Sima.
- Cáceres, Herreruela: Pozos 2.
- Cáceres, Serradilla: Leyenda en llaves «Cerca Airón»: Pozo.
- Cáceres, Valdefuentes: Pozo.
- Cáceres, Valdelacasa de Tajo: Pozo.
- Chapinería, Madrid: Laguna del Pozo Airón
- Ciudad Real, Ciudad Real: Paraje.
- Cuenca, La Almarcha: Laguna.
- Cuenca, Fuentelespino de Haro: Pozo tapado.
- Cuenca, Olmeda del Rey: Sima.
- Cuenca, Tresjuncos: Pozo.
- Cuenca, Uclés: Ara votiva hallada junto a Fuente Redonda.
- Cuenca, Valhermoso de la Fuente: Paraje.
- Cuenca, Valeria: Pozo en el interior de la iglesia.
- Cuenca, Zafra de Záncara: Pozos 2.
- Granada, Granada: Sima.
- Granada, Torvizcón: Paraje.
- Gualajara, Balbacil-Maranchón: Laguna.
- Jaén, Quesada: Paraje.
- León, Cubillas de Rueda: Arroyo.
- León, Lumajo (Villablino): Pozo.
- León, Onzonilla: Paraje.
- León, San Juan de Torres: Laguna cegada.
- León, San Miguel de las Dueñas: Paraje.
- León, Tejerina: Pozo.
- León, Altobar de la Encomienda, Laguna cegada.
- León, Villablino: Collado.
- León, Viñayo: calle en la que había un pozo.
- La Rioja, Navalsaz: Pozo.
- Lugo, Airón: Aldea.
- Lugo, Becerreá: Arroyo.
- Madrid, Chapinería: Laguna.
- Madrid, Montejo de la Sierra: Paraje.
- Madrid, Moratalaz: Arroyo.
- Madrid, Ribatejada: pozo en el interior de la iglesia.
- Madrid, Valdemoro: Paraje.
- Málaga, Málaga: Pozo en alcazaba.
- Murcia, Caravaca de la Cruz: Paraje y vértice geodésico 2.
- Murcia, Caravaca de la Cruz: Cortijo.
- Murcia, Lorca: Paraje.
- Palencia, Cevico Navero: Laguna.
- Palencia, Valle de Cerrato: Paraje.
- Pontevedra, Fornelos de Montes: Paraje.
- Pontevedra, Mondariz: Paraje.
- Salamanca, Ahigal de Villariño: Laguna.
- Salamanca, Ciudad Rodrigo: Pozo.
- Salamanca, Ciudad Rodrigo: Paraje 2.
- Salamanca, Pereña: Cascada.
- Salamanca, Sanchotello: Paraje.
- Salamanca, Villar de Peralonso: Paraje.
- Salamanca, Villar de Peralonso: Laguna.
- Salamanca, La Zarza de Pumareda: Fuente.
- Segovia, Cuéllar: Pozo en castillo.
- Segovia, Navas de Oro: Laguna.
- Segovia, Pedraza. Inscripción en la cueva de la Griega.
- Sevilla, Estepa. Pozo en la antigua Alcazaba.
- Sevilla, Olivares: Arroyo.
- Sevilla, La Puebla de Cazalla.
- Soria, Barahona de las Brujas: Simas.
- Soria, San Esteban de Gormaz: Pozo.
- Soria, Vinuesa: Paraje.
- Toledo, Bargas: Parajes 2.
- Toledo, Caleruela: Pozo.
- Toledo, La Calzada de Oropesa: Pozo.
- Toledo, Corral de Almaguer: Paraje.
- Toledo, El Romeral: Pozo y abrevadero.
- Toledo, Talavera de la Reina: Pozo tapado.
- Toledo, Toledo: Pozos 2.
- Valencia, Yátova: Barranco.
- Valladolid, Cuenca de Campos: Pozo.
- Valladolid, Medina del Campo: Sima.
- Valladolid, Medina del Campo: Pozo en el castillo.
- Valladolid, Montealegre de Campos : Pozo en un cubo del castillo tapado.
- Zamora, Bercianos de Santibáñez, Paraje.
- Zamora, Bermillo de Sayago: Paraje.
- Zamora, Cañizo: Paraje.
- Zamora, Fresnadillo: Paraje.
- Zamora, Gamones: Fuente el Pocirón.
- Zamora, Monumenta: Paraje.
- Zamora, Moratones de Vidriales: Paraje.
- Zamora, Santibáñez de Vidriales: Laguna.
- Zamora, Villardiega de la Ribera: Paraje con pozo 2.
- Zaragoza, Fuendejalón, Paraje.

## Topónimos fuera de España
Portugal
- Airães, población en el obispado de Braga.
- Santa María de Airão, población en el obispado de Braga.
- São João de Airão, población en el obispado de Braga.
- Airão, población en el obispado de Braga.
- Airães, población en Felgueiras (Oporto).
- Poceirão, población junto a Setúbal.
- Poçarrao, población junto a Santarém.
- Airão, población situada en las Azores.

Francia
- Ayron, población a 15 km de Poitiers.
- Airon-Notre-Dame, población en el Departamento de Pas de Calais.
- Airon-Saint-Vaast, población en el Departamento de Pas de Calais.
- Airon, población junto al Loira.
- Lago l´Airon, en los Alpes en Arâches-Les-Carroz. En la misma zona también existe el topónimo Col de l´Airon.
- Río l´Airon, afluente del Selune, en Normandía.

Reino Unido
- Río Airon, en el principado de Gales.

Italia
- Airole, población al lado de San Remo y cerca de Niza.

Brasil
- Novo Airão, población junto al río Negro en el estado de Amazonas.

México
- Pocirón, pedanía de San Juan de los Lagos en Jalisco.

## Romance
Entre las diversas leyendas y romances referidos al pozo Airón destaca el romance «Ya se van los siete hermanos», que dice así: 

Ya se van los siete hermanos, ya se van para Aragón;
los calores eran fuertes, agua non se les topó.
Por el medio del camino toparon un pozo airón;
echaron pares y nones, al más chico le cayó.

Ya lo atan con una cuerda, ya lo echan al pozo airón;
por el medio de aquel pozo la cuerda se les rompió.
El agua se le hizo sangre; las piedras culebros son
culebras y alacranes que le comían el corazón.

—Asperadvos, mis hermanos, quiero decir una razón:
Si vos pregunta la mi madre, la direx, ¡atrás quedó!
Si vos pregunta el mi padre, le direx: ¡al pozo airón!
Si vos pregunta la mi mujer, la direx: viuda quedó.
Si vos preguntan los mis hijos, les direx: huérfanos son.

Este romance fue recogido en Salónica (Grecia) en 1911 por el becario de Menéndez Pidal, Manuel Manrique de Lara. Posteriormente las investigadoras Nika Moreno y Elena Romero recogieron otro similar (con ligeras variantes) en Estambul en 1965.

## Datos epigráficos
A comienzo del siglo XIX se encontró en Uclés (Cuenca), junto a Fuente Redonda, una ara votiva que dice así:

DEO A
IRONI
FECIT FA
MILIA OC
VLES VSE
CTITINIV
CRISPINV

La traducción al castellano de este texto latino, una vez completado el texto abreviado, es la siguiente: «Al dios Airón erigió la familia usetana? oculense. Cayo Titinio Crispino».
En la cueva de la Griega en Pedraza (Segovia) también se encontró una inscripción epigráfica, a siete centímetros del suelo, bastante deteriorada, de la que quedan los siguientes datos:
«GAIVS [espacio para cinco letras] AIRON [tres letras ilegibles, probablemente NEM] VALER [IVS]», nombre bastante repetido en la cueva.
Esta segunda inscripción, a pesar de su deterioro, confirma que la lectura /DEO AIRONI/ del ara votiva hallada en Uclés es correcta, a pesar de las teorías de algunos indoeuropeístas que mantienen que es imposible porque el diptongo /AI/ no existía en latín. Al tratarse de un dios prerromano (para algunos, protoindoeuropeo), los romanos respetaron la pronunciación, a pesar de las reglas fonéticas.